# Manoir de Monpeyrat
 (novembre 2022).
Si vous disposez d'ouvrages ou d'articles de référence ou si vous connaissez des sites web de qualité traitant du thème abordé ici, merci de compléter l'article en donnant les références utiles à sa vérifiabilité et en les liant à la section « Notes et références ».
Le manoir de Monpeyrat est une demeure de la fin du XVe siècle située au Bugue, dans le Périgord noir en France. Il est aussi connu sous le nom de « mothe de Montpeyran ».

## Historique
Le manoir de Montpeyrat a été un fief des familles Pavet, de Gélas, et des Villars.
Ce petit manoir a dû être un repaire noble pouvant remonter au XIIIe siècle qui a été transformé et embelli à la fin du XVe siècle.

## Description
Cet édifice est un simple logis rectangulaire d'un seul étage. Il est accosté à l'est d'une tour carrée d'escalier à vis placée au tiers de sa longueur. Elle s'ouvre sur un portail Renaissance avec un arc surbaissé. Le logis est éclairé par des fenêtres à meneaux bien conservées.

## Protection
Les façades et les toitures sont inscrites au titre des monuments historiques le 17 décembre 1976.